# Ben Nevis
Der Ben Nevis (gälisch Beinn Nibheis [ˈbɐiːɲ ˈniːviʃ]) ist mit einer Höhe von 1.345 m (4.413 ft) der höchste Berg Schottlands und Großbritanniens und damit auch der höchste Munro. Er liegt etwa 7 km östlich der Stadt Fort William.

## Etymologie
„Ben“ ist der gälische Name für „Gipfel“ oder „Berg“. Der Name „Nevis“ ist eine Anglifizierung des gälischen „Nibheis“, was etymologisch nicht eindeutig zuzuordnen ist. Es kann entweder als „schlecht“ bzw. „schlimm“ oder in der Form „neamh-bhathais“ als „Kopf in den Wolken“ (von: „neamh“ = Himmel bzw. Wolken; „bhathais“ = Spitze des Kopfes) übersetzt werden. Die zweite Variante ist wahrscheinlicher, da das Massiv des Ben Nevis ein beträchtliches Hindernis für Luftmassen aus Westen (Atlantik) darstellt, sich daher vermehrt feuchte Luftmassen abregnen und so an rund 300 Tagen im Jahr Nebel oder Regen herrschen.

## Höhe
Nachdem jahrzehntelang eine offizielle Höhenangabe von 1344 m galt, gab Ordnance Survey im März 2016 bekannt, dass der höchste natürliche Punkt des Ben Nevis kurz zuvor auf exakt 1344,527 m vermessen wurde, was in der Karte auf 1345 aufgerundet wird. Stand 2020 sind auf offiziellen Karten beide Höhenangaben verzeichnet, die zweite in Klammern.
Die 300 Meter hohe Nordwand ist die höchste Felswand in Großbritannien.

## Geologie
Der Berg besteht aus rund 400 Millionen Jahre altem magmatischem Gestein aus der Devon-Periode.

## Geschichte
Die erste überlieferte Besteigung des Ben Nevis fand am 17. August 1771 durch den Botaniker James Robertson statt. Damals galt noch der Ben Macdui, 86,5 km nordöstlich in den Cairngorms gelegen, als höchster Berg in Großbritannien, erst eine genaue Vermessung der Highlands durch Ordnance Survey ergab 1847 die wahren Verhältnisse.
1883 wurde eine Wetterwarte auf dem Gipfel gebaut, die 21 Jahre lang täglich das Wetter auf dem Gipfel dokumentierte. Noch heute sind ihre Ruinen zu sehen. Die heutige „Tourist Route“ stammt aus dieser Zeit und wurde als befestigter Pfad für Packpferde gebaut. Kurz unter dem Gipfel war bis zum Ersten Weltkrieg ein Hotel in Betrieb.

## Aufstieg

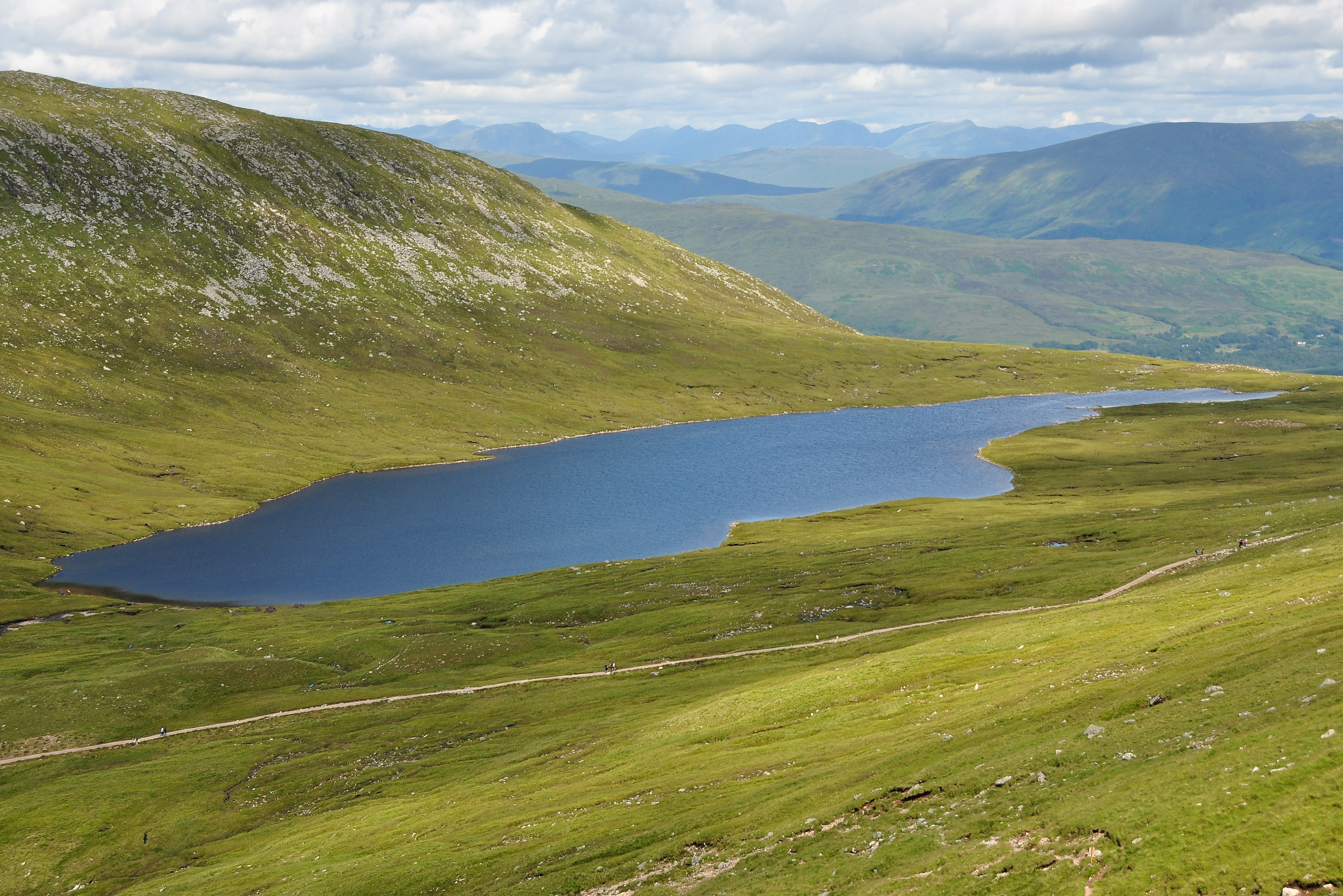
„Half Way Loch“

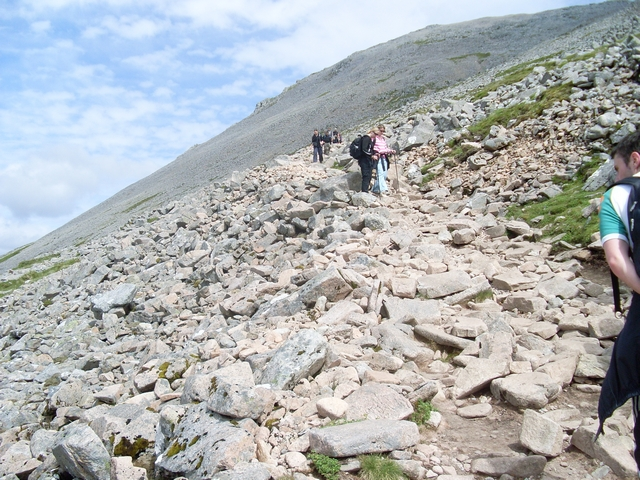
Die „Tourist Route“ auf den Ben Nevis

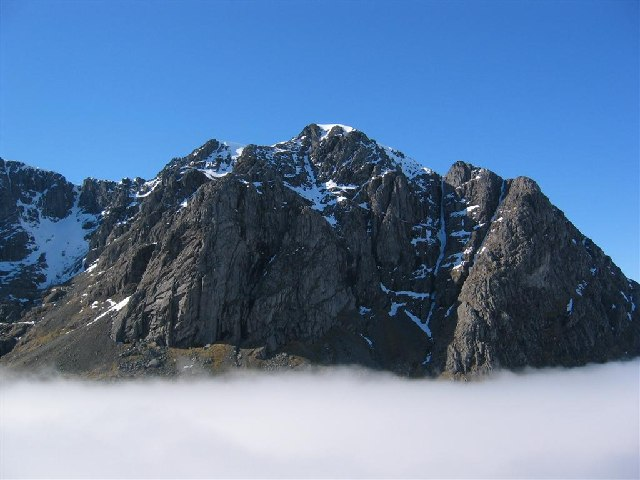
Die Nordostwand des Ben Nevis

Die meistgenutzte Route ist der Mountain Track oder Pony Track, die sogenannte „Tourist Route“. Sie beginnt am Pub Ben Nevis Inn nahe Achintee im Glen Nevis bzw. mit einem steileren Anstieg bei der nahe gelegenen Jugendherberge, und ist etwa sieben Kilometer lang. Von Fort William ist der Beginn des Wegs etwa zwei Kilometer entfernt. Der Aufstieg beginnt bei etwa 20 Meter über dem Meer und steigt auf den ersten drei Kilometern steil am Südhang des Nachbarbergs Meall an t-Suidhe an. Am sogenannten „Half Way Loch“ (Lochan Meall an t-Suidhe) führt er über einen Sattel zum Ben Nevis hinüber und steigt in acht Kehren steil bis zum Gipfel hinauf. Auf den ersten drei Kilometern dominieren grobe Felsstufen den Wanderweg, danach folgt ein kleines Stück ausgebauter Kies- bzw. Schotterweg. Mit Beginn der Kehren besteht der Weg immer stärker aus losen Steinen, bis er auf dem letzten Kilometer nur noch durch eine Geröllwüste führt.
Zur Touristen-Route gibt es einige technisch anspruchsvollere, aber verkehrsärmere Alternativen:
- Am „Half Way Loch“ zweigt ein Weg nach Norden ab und führt unterhalb der Nordwand des Ben Nevis über den Grat des Nachbarbergs Càrn Mòr Dearg auf den Gipfel.
- Ein kompletter Aufstieg über den Càrn Mòr Dearg von Norden aus beginnt bei Torlundy.
- Von Süden ist ein kürzerer und steilerer Aufstieg über den Càrn Dearg möglich.

Da der Ben Nevis zu den am häufigsten bestiegenen Bergen der Welt gehört, kommt es an Tagen mit gutem Wetter auf der Touristen-Route häufig zu Stauungen. Im Winter ist vor allem die steile Nordostwand ein beliebtes Ziel für Eiskletterer. Viele namhafte britische Bergsteiger haben in den Rinnen und auf den Graten des Berges ihr Handwerk erlernt. Der Nordostpfeiler wurde 1892 erstmals begangen.

## Wintersport
Im Winter finden sich am Ben Nevis zahlreiche Eis- und Mixedkletter-Routen in unterschiedlichsten Schwierigkeitsstufen. Insgesamt wurden bislang (Stand 04/2023) 518 verschiedene Routen begangen. Zu den bekanntesten Routen zählen Point Five Gully (V, 5), Zero Gully (V, 4) und Orion Face Direct (V, 5). Diese zählen teils, insbesondere Point Five Gully, zu den bekanntesten Routen der Welt. Zu den schwierigsten Routen zählen Darth Vader (VII, 7), Ride of the Wild Bullhorn (VIII, 10) und die erst 2022 erst bestiegene Fear Factory (WI6R).
Die meisten Begehungen verzeichnen (Stand 04/2023):
- Tower Ridge (IV, 3): 1851
- Ledge Route (II): 1758
- Green Gully (IV, 4): 1139
- Number Four Gully (I): 1001
- Carn Mor Dearg Arete (I): 933

Der Zustieg zur Nordwand erfolgt i. d. R. vom Parkplatz „North Face Car Park“ aus und nimmt, je nach Fitness und Bedingungen, drei bis vier Stunden in Anspruch. Gerade bei größeren Gruppen oder mehrtägigen Unternehmungen bietet es sich an, die Memorial Hut, diese befindet sich ca. 30 Minuten unterhalb der Nordwand, zu reservieren und diese als Ausgangspunkt zu nutzen.

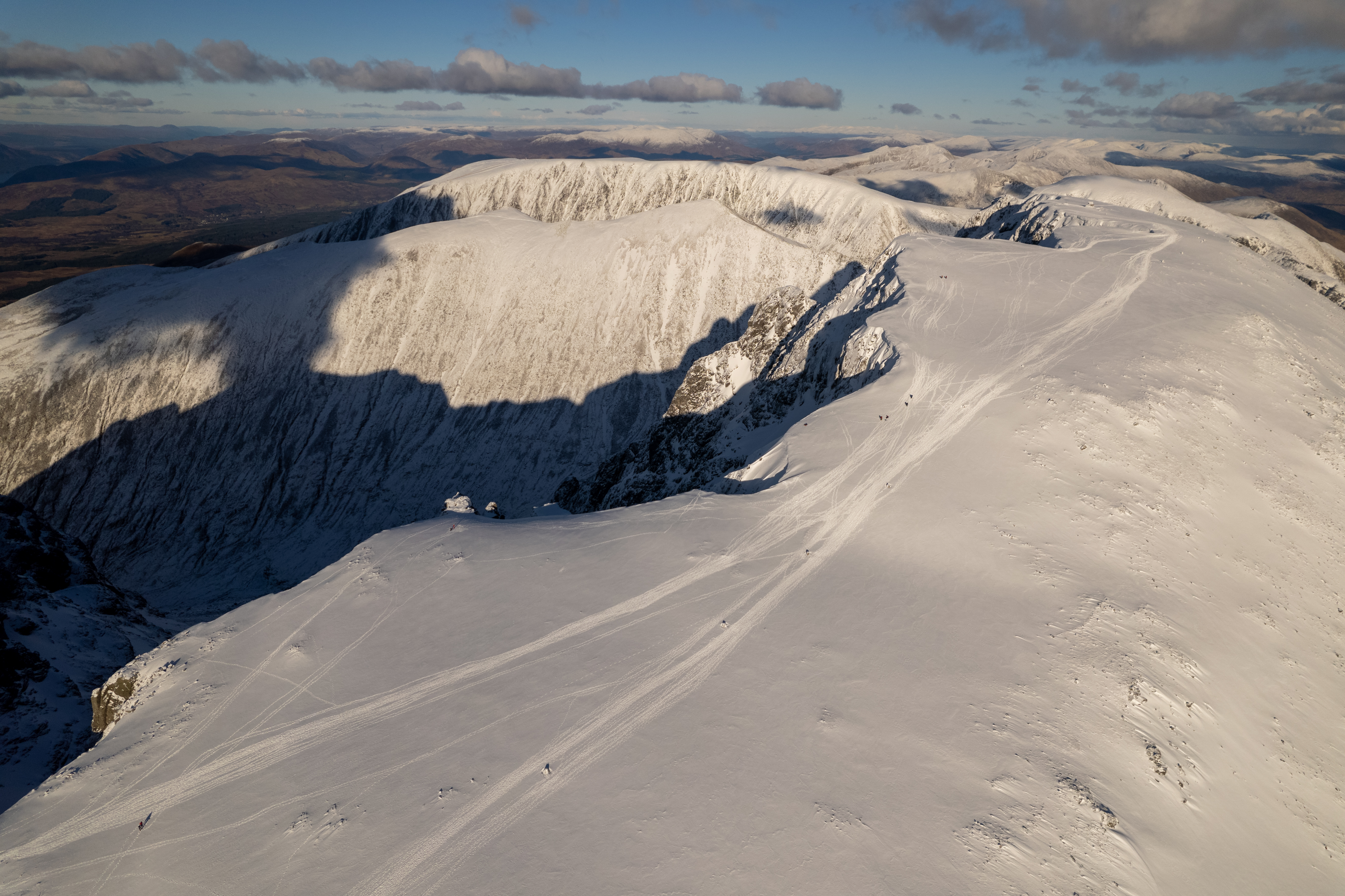
Seilschaften am Ben Nevis

## Gefahren
Obwohl der Aufstieg insbesondere über die Touristen-Route bei entsprechender Grundkondition als verhältnismäßig einfach gilt, ereignen sich vor allem an den schroffen und oft vereisten Felswänden gemessen an der Höhe des Berges sehr viele Unfälle, darunter auch tödliche. Zum Teil ist dies darauf zurückzuführen, dass der Ben Nevis auch von unerfahrenen Wanderern in ungeeigneter Ausrüstung bestiegen wird. Auch das Wetter wird häufig unterschätzt, in plötzlich auftretendem Nebel und Schnee gehen Sicht und Orientierung schnell verloren. Der Gipfel selbst ist an circa 300 Tagen im Jahr nebelverhangen.

## Three Peaks Challenge, Ben Nevis Race und Ramsay Round

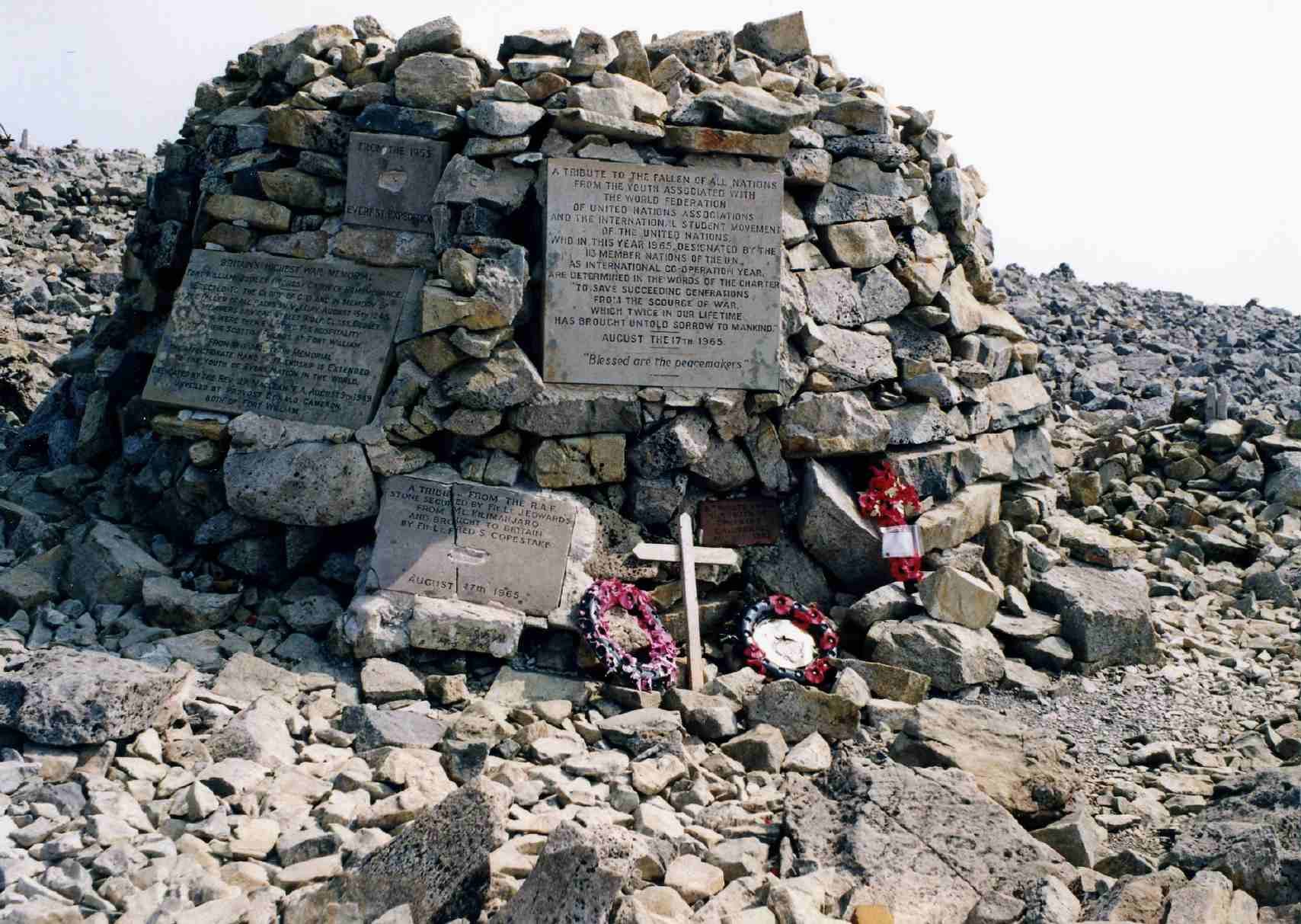
Das Kriegerdenkmal auf dem Gipfelplateau des Ben Nevis, Oktober 2006

Der Ben Nevis ist einer von drei Bergen, die beim National Three Peaks Challenge bestiegen werden. Dabei handelt es sich um ein Rennen, bei dem es gilt, innerhalb von 24 Stunden den jeweils höchsten Berg von Schottland, Wales (Snowdon) und England (Scafell Pike) zu besteigen. Außerdem findet hier seit 1951 jedes Jahr das „Ben Nevis Race“ statt, bei dem hunderte Läufer den Berg hinauf- und hinunterrennen. Dieses Rennen geht auf den einheimischen Friseur William Swan zurück, der die Strecke 1895 in 2 Stunden und 41 Minuten bewältigte.
Der Ben Nevis ist ferner einer der 24 Gipfel, die während der Ramsay Round, einem Langdistanz-Berglauf, überquert werden müssen.

## Trivia
2006 stießen Umweltaktivisten bei einer Müllbeseitigungsaktion knapp unterhalb des Gipfels auf die Überreste eines Klaviers. In der Holzverkleidung des Pianos befand sich ein kompletter Eisenrahmen mitsamt Saiten, die Klaviatur fehlte. Wie sich herausstellte, hatte ein schottischer Holzfäller das Instrument 35 Jahre zuvor für einen guten Zweck auf seinem Rücken auf den Berg getragen und auf dem Gipfel Scotland the Brave gespielt.